# 2019–2020-as UEFA-bajnokok ligája (csoportkör)
A 2019–2020-as UEFA-bajnokok ligája csoportkörének mérkőzéseit 2019. szeptember 17. és december 11. között játszották le. A csoportkörben 32 csapat vett részt, melyből 16 csapat jutott tovább az egyenes kieséses szakaszba.

## Sorsolás
A csoportkör sorsolását 2019. augusztus 29-én tartották Monacóban.
A 32 csapatot nyolc darab négycsapatos csoportba sorsolták. A csapatokat 4 kalapba sorolták be, a következők szerint:
- Az 1. kalapba került a UEFA-bajnokok ligája címvédője, az Európa-liga címvédője és a rangsor szerinti első hat ország bajnokcsapata.
- A 2., 3. és 4. kalapba került a többi csapat, a 2019-es UEFA-együtthatóik sorrendjében.

Ezen felül az azonos nemzetű csapatokat négy csoportra nézve is szétosztották (A–D, E–H), a televíziós közvetítések miatt. Továbbá a következő párok a négy csoportra nézve külön kerültek:
- Spanyolország: Barcelona és Real Madrid, Atlético Madrid és Valencia
- Anglia: Liverpool és Manchester City, Chelsea és Tottenham Hotspur
- Olaszország: Juventus és Internazionale, Napoli és Atalanta
- Németország: Bayern München és Borussia Dortmund, Bayer Leverkusen és RB Leipzig
- Franciaország: Paris Saint-Germain és Lyon
- Oroszország: Zenyit és Lokomotyiv Moszkva
- Belgium: Club Brugge and Genk

Egy játéknapon négy csoport mérkőzéseit rendezték. Az egyik négy csoport kedden, a másik négy csoport szerdán játszott, illetve fordítva. A végleges menetrendet a sorsolás után, számítógéppel állították össze.
| Játéknap    | Mérkőzések   |
| ----------- | ------------ |
| 1. játéknap | 2 – 3, 4 – 1 |
| 2. játéknap | 1 – 2, 3 – 4 |
| 3. játéknap | 3 – 1, 2 – 4 |

| Játéknap    | Mérkőzések   |
| ----------- | ------------ |
| 4. játéknap | 1 – 3, 4 – 2 |
| 5. játéknap | 3 – 2, 1 – 4 |
| 6. játéknap | 2 – 1, 4 – 3 |

A menetrend összeállításakor az alábbi szempontokat is figyelembe vették: azonos városban játszó csapatok nem játszhattak hazai pályán ugyanabban a fordulóban, valamint a "téli országokban" (pl. Oroszország) nem játszottak mérkőzést az utolsó játéknapon a hideg időjárás miatt.
A játéknapok: szeptember 17–18., október 1–2., október 22–23., november 5–6., november 26–27., december 10–11. A mérkőzések közép-európai idő szerint 18:55-kor és 21:00-kor kezdődtek.

## Csapatok
Az alábbi csapatok vettek részt a csoportkörben:
- 26 csapat ebben a körben lépett be
- 6 győztes csapat a UEFA-bajnokok ligája rájátszásából (4 a bajnoki ágról, 2 a nem bajnoki ágról)

| Csapat              | Együttható |
| ------------------- | ---------- |
| Liverpool FC (BL)   | 91,000     |
| Chelsea (EL)        | 87,000     |
| FC Barcelona        | 138,000    |
| Manchester City     | 106,000    |
| Juventus            | 124,000    |
| Bayern München      | 128,000    |
| Paris Saint-Germain | 103,000    |
| Zenyit              | 72,000     |

| Csapat             | Együttható |
| ------------------ | ---------- |
| Real Madrid        | 146,000    |
| Atlético de Madrid | 127,000    |
| Borussia Dortmund  | 85,000     |
| SSC Napoli         | 80,000     |
| Sahtar Doneck      | 80,000     |
| Tottenham Hotspur  | 78,000     |
| Ajax               | 70,500     |
| Benfica            | 68,000     |

| Csapat             | Együttható |
| ------------------ | ---------- |
| Olympique Lyonnais | 61,500     |
| Bayer Leverkusen   | 61,000     |
| Red Bull Salzburg  | 54,500     |
| Olimbiakósz        | 44,000     |
| Club Brugge        | 39,500     |
| Valencia CF        | 37,000     |
| Internazionale     | 31,000     |
| Dinamo Zagreb      | 29,500     |

| Csapat             | Együttható |
| ------------------ | ---------- |
| Lokomotyiv Moszkva | 28,500     |
| KRC Genk           | 25,000     |
| Galatasaray        | 22,500     |
| RB Leipzig         | 22,000     |
| Slavia Praha       | 21,500     |
| Crvena zvezda      | 16,750     |
| Atalanta           | 14,945     |
| Lille OSC          | 11,699     |

## Csoportok
A csoportokban a csapatok körmérkőzéses, oda-visszavágós rendszerben mérkőztek meg egymással. A csoportok első két helyen záró csapat az egyenes kieséses szakaszba jutott, a harmadik helyezettek az Európa-liga egyenes kieséses szakaszában folytatták, míg az utolsó helyezettek kiestek.

### Sorrend meghatározása
Az UEFA versenyszabályzata alapján, ha két vagy több csapat a csoportmérkőzések után azonos pontszámmal állt, az alábbiak alapján kellett meghatározni a sorrendet:
1. az azonosan álló csapatok mérkőzésein szerzett több pont
2. az azonosan álló csapatok mérkőzésein elért jobb gólkülönbség
3. az azonosan álló csapatok mérkőzésein szerzett több gól
4. az azonosan álló csapatok mérkőzésein idegenben szerzett több gól
5. ha kettőnél több csapat áll azonos pontszámmal, akkor az egymás elleni eredményeket mindaddig újra kell alkalmazni, amíg nem dönthető el a sorrend
6. az összes mérkőzésen elért jobb gólkülönbség
7. az összes mérkőzésen szerzett több gól
8. az összes mérkőzésen szerzett több idegenben szerzett gól
9. az összes mérkőzésen szerzett több győzelem
10. az összes mérkőzésen szerzett több idegenben szerzett győzelem
11. fair play pontszám (piros lap = 3 pont, sárga lap = 1 pont, kiállítás két sárga lap után = 3 pont);
12. jobb UEFA-együttható

Minden időpont közép-európai idő/közép-európai nyári idő szerint van feltüntetve.

### A csoport
| Hely. | Csapat              | M | Gy | D | V | G+ | G– | Gk  | P  | Továbbjutás                                |  | PAR | RM  | BRU | GAL |
| ----- | ------------------- | - | -- | - | - | -- | -- | --- | -- | ------------------------------------------ |  | --- | --- | --- | --- |
| 1.    | Paris Saint-Germain | 6 | 5  | 1 | 0 | 17 | 2  | +15 | 16 | Továbbjutott az egyenes kieséses szakaszba |  | —   | 3–0 | 1–0 | 5–0 |
| 2.    | Real Madrid         | 6 | 3  | 2 | 1 | 14 | 8  | +6  | 11 | Továbbjutott az egyenes kieséses szakaszba |  | 2–2 | —   | 2–2 | 6–0 |
| 3.    | Club Brugge         | 6 | 0  | 3 | 3 | 4  | 12 | −8  | 3  | Átkerült az Európa-ligába                  |  | 0–5 | 1–3 | —   | 0–0 |
| 4.    | Galatasaray         | 6 | 0  | 2 | 4 | 1  | 14 | −13 | 2  |                                            |  | 0–1 | 0–1 | 1–1 | —   |

| 2019. szeptember 18. 18:55 |

| Club Brugge | 0–0         | Galatasaray |
| ----------- | ----------- | ----------- |
|             | Jegyzőkönyv |             |

| Jan Breydel Stadion, Brugge Játékvezető: Slavko Vinčić (szlovén) |

| 2019. szeptember 18. 21:00 |

| Paris Saint-Germain            | 3–0               | Real Madrid |
| ------------------------------ | ----------------- | ----------- |
| Di María 14' 33' Meunier 90+1' | (2–0) Jegyzőkönyv |             |

| Parc des Princes, Párizs Játékvezető: Anthony Taylor (angol) |

| 2019. október 1. 18:55 |

| Real Madrid            | 2–2               | Club Brugge   |
| ---------------------- | ----------------- | ------------- |
| Ramos 55' Casemiro 85' | (0–2) Jegyzőkönyv | Dennis 9' 39' |

| Santiago Bernabéu, Madrid Játékvezető: Georgi Kabakov (bolgár) |

| 2019. október 1. 21:00 (22:00 TRT) |

| Galatasaray | 0–1               | Paris Saint-Germain |
| ----------- | ----------------- | ------------------- |
|             | (0–0) Jegyzőkönyv | Icardi 52'          |

| Türk Telekom Arena, Isztambul Játékvezető: Szymon Marciniak (lengyel) |

| 2019. október 22. 21:00 |

| Club Brugge | 0–5               | Paris Saint-Germain              |
| ----------- | ----------------- | -------------------------------- |
|             | (0–1) Jegyzőkönyv | Icardi 7' 63' Mbappé 61' 79' 83' |

| Jan Breydel Stadion, Brugge Játékvezető: Daniel Siebert (német) |

| 2019. október 22. 21:00 (22:00 TRT) |

| Galatasaray | 0–1               | Real Madrid |
| ----------- | ----------------- | ----------- |
|             | (0–1) Jegyzőkönyv | Kroos 18'   |

| Türk Telekom Arena, Isztambul Játékvezető: Daniele Orsato (olasz) |

| 2019. november 6. 21:00 |

| Real Madrid                                              | 6–0               | Galatasaray |
| -------------------------------------------------------- | ----------------- | ----------- |
| Rodrygo 4' 7' 90+2' Ramos 14' (11-esből) Benzema 45' 81' | (4–0) Jegyzőkönyv |             |

| Santiago Bernabéu, Madrid Játékvezető: Felix Zwayer (német) |

| 2019. november 6. 21:00 |

| Paris Saint-Germain | 1–0               | Club Brugge |
| ------------------- | ----------------- | ----------- |
| Icardi 22'          | (1–0) Jegyzőkönyv |             |

| Parc des Princes, Párizs Játékvezető: Bobby Madden (skót) |

| 2019. november 26. 18:55 |

| Galatasaray | 1–1               | Club Brugge  |
| ----------- | ----------------- | ------------ |
| Büyük 11'   | (1–0) Jegyzőkönyv | Diatta 90+2' |

| Türk Telekom Arena, Isztambul Játékvezető: Ivan Kružliak (szlovák) |

| 2019. november 26. 21:00 |

| Real Madrid     | 2–2               | Paris Saint-Germain    |
| --------------- | ----------------- | ---------------------- |
| Benzema 17' 79' | (1–0) Jegyzőkönyv | Mbappé 81' Sarabia 83' |

| Santiago Bernabéu, Madrid Játékvezető: Artur Soares Dias (portugál) |

| 2019. december 11. 21:00 |

| Club Brugge | 1–3               | Real Madrid                           |
| ----------- | ----------------- | ------------------------------------- |
| Vanaken 55' | (0–0) Jegyzőkönyv | Rodrygo 53' Vinícius 64' Modrić 90+1' |

| Jan Breydel Stadion, Brugge Játékvezető: Tobias Stieler (német) |

| 2019. december 11. 21:00 |

| Paris Saint-Germain                                                | 5–0               | Galatasaray |
| ------------------------------------------------------------------ | ----------------- | ----------- |
| Icardi 32' Sarabia 35' Neymar 47' Mbappé 63' Cavani 84' (11-esből) | (2–0) Jegyzőkönyv |             |

| Parc des Princes, Párizs Játékvezető: Kovács István (román) |

### B csoport
| Hely. | Csapat            | M | Gy | D | V | G+ | G– | Gk  | P  | Továbbjutás                                |  | BAY | TOT | OLY | RSB |
| ----- | ----------------- | - | -- | - | - | -- | -- | --- | -- | ------------------------------------------ |  | --- | --- | --- | --- |
| 1.    | Bayern München    | 6 | 6  | 0 | 0 | 24 | 5  | +19 | 18 | Továbbjutott az egyenes kieséses szakaszba |  | —   | 3–1 | 2–0 | 3–0 |
| 2.    | Tottenham Hotspur | 6 | 3  | 1 | 2 | 18 | 14 | +4  | 10 | Továbbjutott az egyenes kieséses szakaszba |  | 2–7 | —   | 4–2 | 5–0 |
| 3.    | Olimbiakósz       | 6 | 1  | 1 | 4 | 8  | 14 | −6  | 4  | Átkerült az Európa-ligába                  |  | 2–3 | 2–2 | —   | 1–0 |
| 4.    | Crvena zvezda     | 6 | 1  | 0 | 5 | 3  | 20 | −17 | 3  |                                            |  | 0–6 | 0–4 | 3–1 | —   |

| 2019. szeptember 18. 18:55 |

| Olimbiakósz                         | 2–2               | Tottenham Hotspur                   |
| ----------------------------------- | ----------------- | ----------------------------------- |
| Podence 44' Valbuena 54' (11-esből) | (1–2) Jegyzőkönyv | Kane 26' (11-esből) Lucas Moura 30' |

| Karaiszkákisz Stadion, Pireusz Játékvezető: Gianluca Rocchi (olasz) |

| 2019. szeptember 18. 21:00 |

| Bayern München                         | 3–0               | Crvena zvezda |
| -------------------------------------- | ----------------- | ------------- |
| Coman 34' Lewandowski 80' Müller 90+1' | (1–0) Jegyzőkönyv |               |

| Allianz Arena, München Játékvezető: Bobby Madden (skót) |

| 2019. október 1. 21:00 |

| Crvena zvezda                      | 3–1               | Olimbiakósz |
| ---------------------------------- | ----------------- | ----------- |
| Vulić 62' Milunović 87' Boakye 90' | (0–1) Jegyzőkönyv | Semedo 37'  |

| Rajko Mitić Stadion, Belgrád Játékvezető: Benoît Bastien (francia) |

| 2019. október 1. 21:00 (20:00 BST) |

| Tottenham Hotspur                     | 2–7               | Bayern München                                         |
| ------------------------------------- | ----------------- | ------------------------------------------------------ |
| Son Heung-min 12' Kane 61' (11-esből) | (1–2) Jegyzőkönyv | Kimmich 15' Lewandowski 45' 87' Gnabry 53' 55' 83' 88' |

| Tottenham Hotspur Stadion, London Játékvezető: Clément Turpin (francia) |

| 2019. október 22. 21:00 (20:00 BST) |

| Tottenham Hotspur                            | 5–0               | Crvena zvezda |
| -------------------------------------------- | ----------------- | ------------- |
| Kane 9' 72' Son Heung-min 16' 44' Lamela 57' | (3–0) Jegyzőkönyv |               |

| Tottenham Hotspur Stadion, London Játékvezető: Marco Guida (olasz) |

| 2019. október 22. 21:00 (22:00 EEST) |

| Olimbiakósz                | 2–3               | Bayern München                  |
| -------------------------- | ----------------- | ------------------------------- |
| El-Arabi 23' Guilherme 79' | (1–1) Jegyzőkönyv | Lewandowski 34' 62' Tolisso 75' |

| Karaiszkákisz Stadion, Pireusz Játékvezető: Danny Makkelie (holland) |

| 2019. november 6. 18:55 |

| Bayern München              | 2–0               | Olimbiakósz |
| --------------------------- | ----------------- | ----------- |
| Lewandowski 69' Perišić 89' | (0–0) Jegyzőkönyv |             |

| Allianz Arena, München Játékvezető: Paweł Raczkowski (lengyel) |

| 2019. november 6. 21:00 |

| Crvena zvezda | 0–4               | Tottenham Hotspur                              |
| ------------- | ----------------- | ---------------------------------------------- |
|               | (0–1) Jegyzőkönyv | Lo Celso 34' Son Heung-min 57' 61' Eriksen 85' |

| Rajko Mitić Stadion, Belgrád Játékvezető: Carlos del Cerro Grande (spanyol) |

| 2019. november 26. 21:00 (20:00 GMT) |

| Tottenham Hotspur                  | 4–2               | Olimbiakósz            |
| ---------------------------------- | ----------------- | ---------------------- |
| Alli 45+1' Kane 50' 77' Aurier 73' | (1–2) Jegyzőkönyv | El-Arabi 6' Semedo 19' |

| Tottenham Hotspur Stadion, London Játékvezető: Georgi Kabakov (bolgár) |

| 2019. november 26. 21:00 |

| Crvena zvezda | 0–6               | Bayern München                                                  |
| ------------- | ----------------- | --------------------------------------------------------------- |
|               | (0–1) Jegyzőkönyv | Goretzka 14' Lewandowski 53' (11-esből) 60' 64' 68' Tolisso 89' |

| Rajko Mitić Stadion, Belgrád Játékvezető: Björn Kuipers (holland) |

| 2019. december 11. 21:00 (22:00 EET) |

| Olimbiakósz             | 1–0               | Crvena zvezda |
| ----------------------- | ----------------- | ------------- |
| El-Arabi 87' (11-esből) | (0–0) Jegyzőkönyv |               |

| Karaiszkákisz Stadion, Pireusz Játékvezető: Daniele Orsato (olasz) |

| 2019. december 11. 21:00 |

| Bayern München                    | 3–1               | Tottenham Hotspur |
| --------------------------------- | ----------------- | ----------------- |
| Coman 14' Müller 45' Coutinho 64' | (2–1) Jegyzőkönyv | Sessegnon 20'     |

| Allianz Arena, München Játékvezető: Gianluca Rocchi (olasz) |

### C csoport
| Hely. | Csapat          | M | Gy | D | V | G+ | G– | Gk  | P  | Továbbjutás                                |  | MC  | ATA | SHK | DZG |
| ----- | --------------- | - | -- | - | - | -- | -- | --- | -- | ------------------------------------------ |  | --- | --- | --- | --- |
| 1.    | Manchester City | 6 | 4  | 2 | 0 | 16 | 4  | +12 | 14 | Továbbjutott az egyenes kieséses szakaszba |  | —   | 5–1 | 1–1 | 2–0 |
| 2.    | Atalanta        | 6 | 2  | 1 | 3 | 8  | 12 | −4  | 7  | Továbbjutott az egyenes kieséses szakaszba |  | 1–1 | —   | 1–2 | 2–0 |
| 3.    | Sahtar Doneck   | 6 | 1  | 3 | 2 | 8  | 13 | −5  | 6  | Átkerült az Európa-ligába                  |  | 0–3 | 0–3 | —   | 2–2 |
| 4.    | Dinamo Zagreb   | 6 | 1  | 2 | 3 | 10 | 13 | −3  | 5  |                                            |  | 1–4 | 4–0 | 3–3 | —   |

| 2019. szeptember 18. 21:00 (22:00 EEST) |

| Sahtar Doneck | 0–3               | Manchester City                           |
| ------------- | ----------------- | ----------------------------------------- |
|               | (0–2) Jegyzőkönyv | Mahrez 24' Gündoğan 38' Gabriel Jesus 76' |

| Metaliszt stadion, Harkiv Játékvezető: Artur Soares Dias (portugál) |

| 2019. szeptember 18. 21:00 |

| Dinamo Zagreb                | 4–0               | Atalanta |
| ---------------------------- | ----------------- | -------- |
| Leovac 10' Oršić 31' 42' 68' | (3–0) Jegyzőkönyv |          |

| Maksimir Stadion, Zágráb Játékvezető: Jesús Gil Manzano (spanyol) |

| 2019. október 1. 18:55 |

| Atalanta   | 1–2               | Sahtar Doneck            |
| ---------- | ----------------- | ------------------------ |
| Zapata 28' | (1–1) Jegyzőkönyv | Moraes 41' Solomon 90+5' |

| San Siro, Milánó Játékvezető: Tobias Stieler (német) |

| 2019. október 1. 21:00 (20:00 BST) |

| Manchester City          | 2–0               | Dinamo Zagreb |
| ------------------------ | ----------------- | ------------- |
| Sterling 66' Foden 90+5' | (0–0) Jegyzőkönyv |               |

| City of Manchester Stadion, Manchester Játékvezető: Serdar Gözübüyük (holland) |

| 2019. október 22. 18:55 |

| Sahtar Doneck            | 2–2               | Dinamo Zagreb                 |
| ------------------------ | ----------------- | ----------------------------- |
| Konoplyanka 16' Dodô 75' | (1–1) Jegyzőkönyv | Olmo 25' Oršić 60' (11-esből) |

| Metaliszt stadion, Harkiv Játékvezető: Antonio Mateu Lahoz (spanyol) |

| 2019. október 22. 21:00 (20:00 BST) |

| Manchester City                                | 5–1               | Atalanta                   |
| ---------------------------------------------- | ----------------- | -------------------------- |
| Agüero 34' 38' (11-esből) Sterling 58' 64' 69' | (2–1) Jegyzőkönyv | Malinovskyi 28' (11-esből) |

| City of Manchester Stadion, Manchester Játékvezető: Orel Grinfeld (izraeli) |

| 2019. november 6. 21:00 |

| Atalanta    | 1–1               | Manchester City |
| ----------- | ----------------- | --------------- |
| Pašalić 49' | (0–1) Jegyzőkönyv | Sterling 7'     |

| San Siro, Milánó Játékvezető: Aleksei Kulbakov (fehérorosz) |

| 2019. november 6. 21:00 |

| Dinamo Zagreb                       | 3–3               | Sahtar Doneck                                  |
| ----------------------------------- | ----------------- | ---------------------------------------------- |
| Petković 25' Ivanušec 83' Ademi 89' | (1–1) Jegyzőkönyv | Patrick 13' Moraes 90+3' Tetê 90+8' (11-esből) |

| Maksimir Stadion, Zágráb Játékvezető: Felix Brych (német) |

| 2019. november 26. 21:00 (20:00 GMT) |

| Manchester City | 1–1               | Sahtar Doneck |
| --------------- | ----------------- | ------------- |
| Gündoğan 56'    | (0–0) Jegyzőkönyv | Solomon 69'   |

| City of Manchester Stadion, Manchester Játékvezető: Slavko Vinčić (szlovén) |

| 2019. november 26. 21:00 |

| Atalanta                        | 2–0               | Dinamo Zagreb |
| ------------------------------- | ----------------- | ------------- |
| Muriel 27' (11-esből) Gómez 47' | (1–0) Jegyzőkönyv |               |

| San Siro, Milánó Játékvezető: Szergej Karaszjov (orosz) |

| 2019. december 11. 18:55 |

| Sahtar Doneck | 0–3               | Atalanta                              |
| ------------- | ----------------- | ------------------------------------- |
|               | (0–0) Jegyzőkönyv | Castagne 66' Pašalić 80' Gosens 90+4' |

| Metaliszt stadion, Harkiv Játékvezető: Felix Zwayer (német) |

| 2019. december 11. 18:55 |

| Dinamo Zagreb | 1–4               | Manchester City                     |
| ------------- | ----------------- | ----------------------------------- |
| Olmo 10'      | (1–1) Jegyzőkönyv | Gabriel Jesus 34' 50' 54' Foden 84' |

| Maksimir Stadion, Zágráb Játékvezető: Carlos del Cerro Grande (spanyol) |

### D csoport
| Hely. | Csapat             | M | Gy | D | V | G+ | G– | Gk | P  | Továbbjutás                                |  | JUV | ATM | LEV | LOM |
| ----- | ------------------ | - | -- | - | - | -- | -- | -- | -- | ------------------------------------------ |  | --- | --- | --- | --- |
| 1.    | Juventus           | 6 | 5  | 1 | 0 | 12 | 4  | +8 | 16 | Továbbjutott az egyenes kieséses szakaszba |  | —   | 1–0 | 3–0 | 2–1 |
| 2.    | Atlético de Madrid | 6 | 3  | 1 | 2 | 8  | 5  | +3 | 10 | Továbbjutott az egyenes kieséses szakaszba |  | 2–2 | —   | 1–0 | 2–0 |
| 3.    | Bayer Leverkusen   | 6 | 2  | 0 | 4 | 5  | 9  | −4 | 6  | Átkerült az Európa-ligába                  |  | 0–2 | 2–1 | —   | 1–2 |
| 4.    | Lokomotyiv Moszkva | 6 | 1  | 0 | 5 | 4  | 11 | −7 | 3  |                                            |  | 1–2 | 0–2 | 0–2 | —   |

| 2019. szeptember 18. 21:00 |

| Atlético de Madrid    | 2–2               | Juventus                 |
| --------------------- | ----------------- | ------------------------ |
| Savić 70' Herrera 90' | (0–0) Jegyzőkönyv | Cuadrado 48' Matuidi 65' |

| Wanda Metropolitano Stadion, Madrid Játékvezető: Danny Makkelie (holland) |

| 2019. szeptember 18. 21:00 |

| Bayer Leverkusen    | 1–2               | Lokomotyiv Moszkva         |
| ------------------- | ----------------- | -------------------------- |
| Höwedes 25' (öngól) | (1–2) Jegyzőkönyv | Krychowiak 16' Barinov 37' |

| BayArena, Leverkusen Játékvezető: Paweł Raczkowski (lengyel) |

| 2019. október 1. 21:00 (22:00 MSK) |

| Lokomotyiv Moszkva | 0–2               | Atlético de Madrid   |
| ------------------ | ----------------- | -------------------- |
|                    | (0–0) Jegyzőkönyv | Félix 48' Thomas 58' |

| RZD Aréna, Moszkva Játékvezető: Orel Grinfeld (izraeli) |

| 2019. október 1. 21:00 |

| Juventus                                 | 3–0               | Bayer Leverkusen |
| ---------------------------------------- | ----------------- | ---------------- |
| Higuaín 17' Bernardeschi 62' Ronaldo 89' | (1–0) Jegyzőkönyv |                  |

| Juventus Stadion, Torino Játékvezető: Willie Collum (skót) |

| 2019. október 22. 18:55 |

| Atlético de Madrid | 1–0               | Bayer Leverkusen |
| ------------------ | ----------------- | ---------------- |
| Morata 78'         | (0–0) Jegyzőkönyv |                  |

| Wanda Metropolitano Stadion, Madrid Játékvezető: Artur Soares Dias (portugál) |

| 2019. október 22. 21:00 |

| Juventus       | 2–1               | Lokomotyiv Moszkva |
| -------------- | ----------------- | ------------------ |
| Dybala 77' 79' | (0–1) Jegyzőkönyv | Al. Miranchuk 30'  |

| Juventus Stadion, Torino Játékvezető: Anastasios Sidiropoulos (görög) |

| 2019. november 6. 18:55 |

| Lokomotyiv Moszkva | 1–2               | Juventus                      |
| ------------------ | ----------------- | ----------------------------- |
| Al. Miranchuk 12'  | (1–1) Jegyzőkönyv | Ramsey 4' Douglas Costa 90+3' |

| RZD Aréna, Moszkva Játékvezető: Ruddy Buquet (francia) |

| 2019. november 6. 21:00 |

| Bayer Leverkusen               | 2–1               | Atlético de Madrid |
| ------------------------------ | ----------------- | ------------------ |
| Partey 41' (öngól) Volland 55' | (1–0) Jegyzőkönyv | Morata 90+4'       |

| BayArena, Leverkusen Játékvezető: Damir Skomina (szlovén) |

| 2019. november 26. 18:55 |

| Lokomotyiv Moszkva | 0–2               | Bayer Leverkusen                        |
| ------------------ | ----------------- | --------------------------------------- |
|                    | (0–1) Jegyzőkönyv | Zhemaletdinov 11' (öngól) S. Bender 54' |

| RZD Aréna, Moszkva Játékvezető: Michael Oliver (angol) |

| 2019. november 26. 21:00 |

| Juventus     | 1–0               | Atlético de Madrid |
| ------------ | ----------------- | ------------------ |
| Dybala 45+2' | (1–0) Jegyzőkönyv |                    |

| Juventus Stadion, Torino Játékvezető: Anthony Taylor (angol) |

| 2019. december 11. 21:00 |

| Atlético de Madrid              | 2–0               | Lokomotyiv Moszkva |
| ------------------------------- | ----------------- | ------------------ |
| Félix 17' (11-esből) Felipe 54' | (1–0) Jegyzőkönyv |                    |

| Wanda Metropolitano Stadion, Madrid Játékvezető: Kassai Viktor (magyar) |

| 2019. december 11. 21:00 |

| Bayer Leverkusen | 0–2               | Juventus                  |
| ---------------- | ----------------- | ------------------------- |
|                  | (0–0) Jegyzőkönyv | Ronaldo 75' Higuaín 90+2' |

| BayArena, Leverkusen Játékvezető: Benoît Bastien (francia) |

### E csoport
| Hely. | Csapat            | M | Gy | D | V | G+ | G– | Gk  | P  | Továbbjutás                                |  | LIV | NAP | SAL | GNK |
| ----- | ----------------- | - | -- | - | - | -- | -- | --- | -- | ------------------------------------------ |  | --- | --- | --- | --- |
| 1.    | Liverpool FC      | 6 | 4  | 1 | 1 | 13 | 8  | +5  | 13 | Továbbjutott az egyenes kieséses szakaszba |  | —   | 1–1 | 4–3 | 2–1 |
| 2.    | SSC Napoli        | 6 | 3  | 3 | 0 | 11 | 4  | +7  | 12 | Továbbjutott az egyenes kieséses szakaszba |  | 2–0 | —   | 1–1 | 4–0 |
| 3.    | Red Bull Salzburg | 6 | 2  | 1 | 3 | 16 | 13 | +3  | 7  | Átkerült az Európa-ligába                  |  | 0–2 | 2–3 | —   | 6–2 |
| 4.    | KRC Genk          | 6 | 0  | 1 | 5 | 5  | 20 | −15 | 1  |                                            |  | 1–4 | 0–0 | 1–4 | —   |

| 2019. szeptember 17. 21:00 |

| Red Bull Salzburg                                               | 6–2               | KRC Genk               |
| --------------------------------------------------------------- | ----------------- | ---------------------- |
| Haaland 2' 34' 45' Hvang Hicshan 36' Szoboszlai 45+2' Ulmer 66' | (5–1) Jegyzőkönyv | Lucumí 40' Samatta 52' |

| Red Bull Arena, Wals-Siezenheim Játékvezető: Felix Zwayer (német) |

| 2019. szeptember 17. 21:00 |

| SSC Napoli                            | 2–0               | Liverpool FC |
| ------------------------------------- | ----------------- | ------------ |
| Mertens 82' (11-esből) Llorente 90+2' | (0–0) Jegyzőkönyv |              |

| Renato Dall’Ara Stadion, Bologna Játékvezető: Felix Brych (német) |

| 2019. október 2. 18:55 |

| KRC Genk | 0–0         | SSC Napoli |
| -------- | ----------- | ---------- |
|          | Jegyzőkönyv |            |

| Luminus Arena, Genk Játékvezető: Kovács István (román) |

| 2019. október 2. 21:00 (20:00 BST) |

| Liverpool FC                        | 4–3               | Red Bull Salzburg                           |
| ----------------------------------- | ----------------- | ------------------------------------------- |
| Mané 9' Robertson 25' Salah 36' 69' | (3–1) Jegyzőkönyv | Hwang Hee-chan 39' Minamino 56' Haaland 60' |

| Anfield, Liverpool Játékvezető: Andreas Ekberg (svéd) |

| 2019. október 23. 21:00 |

| KRC Genk | 1–4               | Liverpool FC                                 |
| -------- | ----------------- | -------------------------------------------- |
| Odey 88' | (0–1) Jegyzőkönyv | Oxlade-Chamberlain 2' 57' Mané 77' Salah 87' |

| Luminus Arena, Genk Játékvezető: Slavko Vinčić (szlovén) |

| 2019. október 23. 21:00 |

| Red Bull Salzburg          | 2–3               | SSC Napoli                  |
| -------------------------- | ----------------- | --------------------------- |
| Haaland 40' (11-esből) 72' | (1–1) Jegyzőkönyv | Mertens 17' 64' Insigne 73' |

| Red Bull Arena, Wals-Siezenheim Játékvezető: Clément Turpin (francia) |

| 2019. november 5. 21:00 (20:00 GMT) |

| Liverpool FC                         | 2–1               | KRC Genk    |
| ------------------------------------ | ----------------- | ----------- |
| Wijnaldum 14' Oxlade-Chamberlain 53' | (1–1) Jegyzőkönyv | Samatta 41' |

| Anfield, Liverpool Játékvezető: Ivan Kružliak (szlovák) |

| 2019. november 5. 21:00 |

| SSC Napoli | 1–1               | Red Bull Salzburg      |
| ---------- | ----------------- | ---------------------- |
| Lozano 44' | (1–1) Jegyzőkönyv | Haaland 11' (11-esből) |

| Renato Dall’Ara Stadion, Bologna Játékvezető: Szymon Marciniak (lengyel) |

| 2019. november 27. 21:00 |

| KRC Genk    | 1–4               | Red Bull Salzburg                                    |
| ----------- | ----------------- | ---------------------------------------------------- |
| Samatta 85' | (0–2) Jegyzőkönyv | Daka 43' Minamino 45' Hwang Hee-chan 69' Haaland 87' |

| Luminus Arena, Genk Játékvezető: Mattias Gestranius (finn) |

| 2019. november 27. 21:00 (20:00 GMT) |

| Liverpool FC | 1–1               | SSC Napoli  |
| ------------ | ----------------- | ----------- |
| Lovren 65'   | (0–1) Jegyzőkönyv | Mertens 21' |

| Anfield, Liverpool Játékvezető: Carlos del Cerro Grande (spanyol) |

| 2019. december 10. 18:55 |

| Red Bull Salzburg | 0–2               | Liverpool FC        |
| ----------------- | ----------------- | ------------------- |
|                   | (0–0) Jegyzőkönyv | Keïta 57' Salah 58' |

| Red Bull Arena, Wals-Siezenheim Játékvezető: Danny Makkelie (holland) |

| 2019. december 10. 18:55 |

| SSC Napoli                                         | 4–0               | KRC Genk |
| -------------------------------------------------- | ----------------- | -------- |
| Milik 3' 26' 38' (11-esből) Mertens 75' (11-esből) | (3–0) Jegyzőkönyv |          |

| Renato Dall’Ara Stadion, Bologna Játékvezető: Cüneyt Çakır (török) |

### F csoport
| Hely. | Csapat            | M | Gy | D | V | G+ | G– | Gk | P  | Továbbjutás                                |  | BAR | DOR | INT | SLP |
| ----- | ----------------- | - | -- | - | - | -- | -- | -- | -- | ------------------------------------------ |  | --- | --- | --- | --- |
| 1.    | FC Barcelona      | 6 | 4  | 2 | 0 | 9  | 4  | +5 | 14 | Továbbjutott az egyenes kieséses szakaszba |  | —   | 3–1 | 2–1 | 0–0 |
| 2.    | Borussia Dortmund | 6 | 3  | 1 | 2 | 8  | 8  | 0  | 10 | Továbbjutott az egyenes kieséses szakaszba |  | 0–0 | —   | 3–2 | 2–1 |
| 3.    | Internazionale    | 6 | 2  | 1 | 3 | 10 | 9  | +1 | 7  | Átkerült az Európa-ligába                  |  | 1–2 | 2–0 | —   | 1–1 |
| 4.    | Slavia Praha      | 6 | 0  | 2 | 4 | 4  | 10 | −6 | 2  |                                            |  | 1–2 | 0–2 | 1–3 | —   |

| 2019. szeptember 17. 18:55 |

| Internazionale | 1–1               | Slavia Praha |
| -------------- | ----------------- | ------------ |
| Barella 90+2'  | (0–0) Jegyzőkönyv | Olayinka 63' |

| San Siro, Milánó Játékvezető: Ruddy Buquet (francia) |

| 2019. szeptember 17. 21:00 |

| Borussia Dortmund | 0–0         | FC Barcelona |
| ----------------- | ----------- | ------------ |
|                   | Jegyzőkönyv |              |

| Signal Iduna Park, Dortmund Játékvezető: Ovidiu Hațegan (román) |

| 2019. október 2. 18:55 |

| Slavia Praha | 0–2               | Borussia Dortmund |
| ------------ | ----------------- | ----------------- |
|              | (0–1) Jegyzőkönyv | Hakimi 35' 89'    |

| Sinobo Stadion, Prága Játékvezető: Björn Kuipers (holland) |

| 2019. október 2. 21:00 |

| FC Barcelona   | 2–1               | Internazionale |
| -------------- | ----------------- | -------------- |
| Suárez 58' 84' | (0–1) Jegyzőkönyv | Martínez 3'    |

| Camp Nou, Barcelona Játékvezető: Damir Skomina (szlovén) |

| 2019. október 23. 21:00 |

| Slavia Praha | 1–2               | FC Barcelona                  |
| ------------ | ----------------- | ----------------------------- |
| Bořil 50'    | (0–1) Jegyzőkönyv | Messi 3' Olayinka 57' (öngól) |

| Sinobo Stadion, Prága Játékvezető: Bobby Madden (skót) |

| 2019. október 23. 21:00 |

| Internazionale            | 2–0               | Borussia Dortmund |
| ------------------------- | ----------------- | ----------------- |
| Martínez 22' Candreva 89' | (1–0) Jegyzőkönyv |                   |

| San Siro, Milánó Játékvezető: Anthony Taylor (angol) |

| 2019. november 5. 18:55 |

| FC Barcelona | 0–0         | Slavia Praha |
| ------------ | ----------- | ------------ |
|              | Jegyzőkönyv |              |

| Camp Nou, Barcelona Játékvezető: Michael Oliver (angol) |

| 2019. november 5. 21:00 |

| Borussia Dortmund         | 3–2               | Internazionale         |
| ------------------------- | ----------------- | ---------------------- |
| Hakimi 51' 77' Brandt 64' | (0–2) Jegyzőkönyv | Martínez 5' Vecino 40' |

| Signal Iduna Park, Dortmund Játékvezető: Danny Makkelie (holland) |

| 2019. november 27. 21:00 |

| Slavia Praha          | 1–3               | Internazionale              |
| --------------------- | ----------------- | --------------------------- |
| Souček 37' (11-esből) | (1–1) Jegyzőkönyv | Martínez 19' 88' Lukaku 81' |

| Sinobo Stadion, Prága Játékvezető: Szymon Marciniak (lengyel) |

| 2019. november 27. 21:00 |

| FC Barcelona                       | 3–1               | Borussia Dortmund |
| ---------------------------------- | ----------------- | ----------------- |
| Suárez 29' Messi 33' Griezmann 67' | (2–0) Jegyzőkönyv | Sancho 77'        |

| Camp Nou, Barcelona Játékvezető: Clément Turpin (francia) |

| 2019. december 10. 21:00 |

| Internazionale | 1–2               | FC Barcelona       |
| -------------- | ----------------- | ------------------ |
| Lukaku 44'     | (1–1) Jegyzőkönyv | Pérez 23' Fati 86' |

| San Siro, Milánó Játékvezető: Björn Kuipers (holland) |

| 2019. december 10. 21:00 |

| Borussia Dortmund     | 2–1               | Slavia Praha |
| --------------------- | ----------------- | ------------ |
| Sancho 10' Brandt 61' | (1–1) Jegyzőkönyv | Souček 43'   |

| Signal Iduna Park, Dortmund Játékvezető: Szergej Karaszjov (orosz) |

### G csoport
| Hely. | Csapat             | M | Gy | D | V | G+ | G– | Gk | P  | Továbbjutás                                |  | RBL | LYO | BEN | ZEN |
| ----- | ------------------ | - | -- | - | - | -- | -- | -- | -- | ------------------------------------------ |  | --- | --- | --- | --- |
| 1.    | RB Leipzig         | 6 | 3  | 2 | 1 | 10 | 8  | +2 | 11 | Továbbjutott az egyenes kieséses szakaszba |  | —   | 0–2 | 2–2 | 2–1 |
| 2.    | Olympique Lyonnais | 6 | 2  | 2 | 2 | 9  | 8  | +1 | 8  | Továbbjutott az egyenes kieséses szakaszba |  | 2–2 | —   | 3–1 | 1–1 |
| 3.    | Benfica            | 6 | 2  | 1 | 3 | 10 | 11 | −1 | 7  | Átkerült az Európa-ligába                  |  | 1–2 | 2–1 | —   | 3–0 |
| 4.    | Zenyit             | 6 | 2  | 1 | 3 | 7  | 9  | −2 | 7  |                                            |  | 0–2 | 2–0 | 3–1 | —   |

| 2019. szeptember 17. 18:55 |

| Olympique Lyonnais   | 1–1               | Zenyit    |
| -------------------- | ----------------- | --------- |
| Depay 51' (11-esből) | (0–1) Jegyzőkönyv | Azmun 41' |

| Parc Olympique Lyonnais, Décines-Charpieu Játékvezető: Michael Oliver (angol) |

| 2019. szeptember 17. 21:00 (20:00 WEST) |

| Benfica       | 1–2               | RB Leipzig     |
| ------------- | ----------------- | -------------- |
| Seferović 84' | (0–0) Jegyzőkönyv | Werner 69' 78' |

| Estádio da Luz, Lisszabon Játékvezető: Anastasios Sidiropoulos (görög) |

| 2019. október 2. 21:00 (22:00 MSK) |

| Zenyit                                | 3–1               | Benfica      |
| ------------------------------------- | ----------------- | ------------ |
| Dzyuba 22' Dias 70' (öngól) Azmun 78' | (1–0) Jegyzőkönyv | De Tomás 85' |

| Kresztovszkij Stadion, Szentpétervár Játékvezető: Carlos del Cerro Grande (spanyol) |

| 2019. október 2. 21:00 |

| RB Leipzig | 0–2               | Olympique Lyonnais    |
| ---------- | ----------------- | --------------------- |
|            | (0–1) Jegyzőkönyv | Depay 11' Terrier 65' |

| Red Bull Arena, Lipcse Játékvezető: Antonio Mateu Lahoz (spanyol) |

| 2019. október 23. 18:55 |

| RB Leipzig              | 2–1               | Zenyit        |
| ----------------------- | ----------------- | ------------- |
| Laimer 49' Sabitzer 59' | (0–1) Jegyzőkönyv | Rakitskiy 25' |

| Red Bull Arena, Lipcse Játékvezető: Ali Palabıyık (török) |

| 2019. október 23. 21:00 (20:00 WEST) |

| Benfica           | 2–1               | Olympique Lyonnais |
| ----------------- | ----------------- | ------------------ |
| Rafa 4' Pizzi 86' | (1–0) Jegyzőkönyv | Depay 70'          |

| Estádio da Luz, Lisszabon Játékvezető: Ivan Kružliak (szlovák) |

| 2019. november 5. 18:55 |

| Zenyit | 0–2               | RB Leipzig               |
| ------ | ----------------- | ------------------------ |
|        | (0–1) Jegyzőkönyv | Demme 45+5' Sabitzer 63' |

| Kresztovszkij Stadion, Szentpétervár Játékvezető: Orel Grinfeld (izraeli) |

| 2019. november 5. 21:00 |

| Olympique Lyonnais               | 3–1               | Benfica       |
| -------------------------------- | ----------------- | ------------- |
| Andersen 4' Depay 33' Traoré 89' | (2–0) Jegyzőkönyv | Seferović 76' |

| Parc Olympique Lyonnais, Décines-Charpieu Játékvezető: Björn Kuipers (holland) |

| 2019. november 27. 18:55 |

| Zenyit                 | 2–0               | Olympique Lyonnais |
| ---------------------- | ----------------- | ------------------ |
| Dzyuba 42' Ozdoyev 84' | (1–0) Jegyzőkönyv |                    |

| Kresztovszkij Stadion, Szentpétervár Játékvezető: Daniele Orsato (olasz) |

| 2019. november 27. 21:00 |

| RB Leipzig                    | 2–2               | Benfica                       |
| ----------------------------- | ----------------- | ----------------------------- |
| Forsberg 90' (11-esből) 90+6' | (0–1) Jegyzőkönyv | Pizzi 20' Carlos Vinícius 59' |

| Red Bull Arena, Lipcse Játékvezető: Jesús Gil Manzano (spanyol) |

| 2019. december 10. 21:00 (20:00 WET) |

| Benfica                                          | 3–0               | Zenyit |
| ------------------------------------------------ | ----------------- | ------ |
| Cervi 47' Pizzi 58' (11-esből) Azmun 79' (öngól) | (0–0) Jegyzőkönyv |        |

| Estádio da Luz, Lisszabon Játékvezető: Antonio Mateu Lahoz (spanyol) |

| 2019. december 10. 21:00 |

| Olympique Lyonnais  | 2–2               | RB Leipzig                                   |
| ------------------- | ----------------- | -------------------------------------------- |
| Aouar 50' Depay 82' | (0–2) Jegyzőkönyv | Forsberg 9' (11-esből) Werner 33' (11-esből) |

| Parc Olympique Lyonnais, Décines-Charpieu Játékvezető: Anthony Taylor (angol) |

### H csoport
| Hely. | Csapat      | M | Gy | D | V | G+ | G– | Gk  | P  | Továbbjutás                                |  | VAL | CHL | AJX | LIL |
| ----- | ----------- | - | -- | - | - | -- | -- | --- | -- | ------------------------------------------ |  | --- | --- | --- | --- |
| 1.    | Valencia CF | 6 | 3  | 2 | 1 | 9  | 7  | +2  | 11 | Továbbjutott az egyenes kieséses szakaszba |  | —   | 2–2 | 0–3 | 4–1 |
| 2.    | Chelsea     | 6 | 3  | 2 | 1 | 11 | 9  | +2  | 11 | Továbbjutott az egyenes kieséses szakaszba |  | 0–1 | —   | 4–4 | 2–1 |
| 3.    | Ajax        | 6 | 3  | 1 | 2 | 12 | 6  | +6  | 10 | Átkerült az Európa-ligába                  |  | 0–1 | 0–1 | —   | 3–0 |
| 4.    | Lille OSC   | 6 | 0  | 1 | 5 | 4  | 14 | −10 | 1  |                                            |  | 1–1 | 1–2 | 0–2 | —   |

1. 1 2  Egymás elleni pontok: Valencia 4, Chelsea 1.

| 2019. szeptember 17. 21:00 |

| Ajax                                  | 3–0               | Lille OSC |
| ------------------------------------- | ----------------- | --------- |
| Promes 18' Álvarez 50' Tagliafico 62' | (1–0) Jegyzőkönyv |           |

| Johan Cruijff Arena, Amszterdam Játékvezető: Srđan Jovanović (szerb) |

| 2019. szeptember 17. 21:00 (20:00 BST) |

| Chelsea | 0–1               | Valencia CF |
| ------- | ----------------- | ----------- |
|         | (0–0) Jegyzőkönyv | Rodrigo 74' |

| Stamford Bridge, London Játékvezető: Cüneyt Çakır (török) |

| 2019. október 2. 21:00 |

| Valencia CF | 0–3               | Ajax                                |
| ----------- | ----------------- | ----------------------------------- |
|             | (0–2) Jegyzőkönyv | Zíjes 8' Promes 34' Van de Beek 67' |

| Estadio Mestalla, Valencia Játékvezető: Daniele Orsato (olasz) |

| 2019. október 2. 21:00 |

| Lille OSC   | 1–2               | Chelsea                 |
| ----------- | ----------------- | ----------------------- |
| Osimhen 33' | (1–1) Jegyzőkönyv | Abraham 22' Willian 78' |

| Stade Pierre-Mauroy, Villeneuve-d'Ascq Játékvezető: Aleksei Kulbakov (fehérorosz) |

| 2019. október 23. 18:55 |

| Ajax | 0–1               | Chelsea       |
| ---- | ----------------- | ------------- |
|      | (0–0) Jegyzőkönyv | Batshuayi 86' |

| Johan Cruijff Arena, Amszterdam Játékvezető: Ovidiu Hațegan (román) |

| 2019. október 23. 21:00 |

| Lille OSC   | 1–1               | Valencia CF   |
| ----------- | ----------------- | ------------- |
| Ikoné 90+5' | (0–0) Jegyzőkönyv | Cheryshev 63' |

| Stade Pierre-Mauroy, Villeneuve-d'Ascq Játékvezető: Deniz Aytekin (német) |

| 2019. november 5. 21:00 |

| Valencia CF                                                         | 4–1               | Lille OSC   |
| ------------------------------------------------------------------- | ----------------- | ----------- |
| Parejo 66' (11-esből) Soumaoro 82' (öngól) Kondogbia 84' Torres 90' | (0–1) Jegyzőkönyv | Osimhen 25' |

| Estadio Mestalla, Valencia Játékvezető: Szergej Karaszjov (orosz) |

| 2019. november 5. 21:00 (20:00 GMT) |

| Chelsea                                                         | 4–4               | Ajax                                                                   |
| --------------------------------------------------------------- | ----------------- | ---------------------------------------------------------------------- |
| Jorginho 5' (11-esből) 71' (11-esből) Azpilicueta 63' James 74' | (1–3) Jegyzőkönyv | Abraham 2' (öngól) Promes 20' Arrizabalaga 35' (öngól) Van de Beek 55' |

| Stamford Bridge, London Játékvezető: Gianluca Rocchi (olasz) |

| 2019. november 27. 18:55 |

| Valencia CF        | 2–2               | Chelsea                 |
| ------------------ | ----------------- | ----------------------- |
| Soler 40' Wass 82' | (1–1) Jegyzőkönyv | Kovačić 41' Pulisic 50' |

| Estadio Mestalla, Valencia Játékvezető: Felix Zwayer (német) |

| 2019. november 27. 21:00 |

| Lille OSC | 0–2               | Ajax                |
| --------- | ----------------- | ------------------- |
|           | (0–1) Jegyzőkönyv | Zíjes 2' Promes 59' |

| Stade Pierre-Mauroy, Villeneuve-d'Ascq Játékvezető: Felix Brych (német) |

| 2019. december 10. 21:00 |

| Ajax | 0–1               | Valencia CF |
| ---- | ----------------- | ----------- |
|      | (0–1) Jegyzőkönyv | Rodrigo 24' |

| Johan Cruijff Arena, Amszterdam Játékvezető: Clément Turpin (francia) |

| 2019. december 10. 21:00 (20:00 GMT) |

| Chelsea                     | 2–1               | Lille OSC |
| --------------------------- | ----------------- | --------- |
| Abraham 19' Azpilicueta 35' | (2–0) Jegyzőkönyv | Rémy 78'  |

| Stamford Bridge, London Játékvezető: Anastasios Sidiropoulos (görög) |